# Pagyda fulvistriga
Pagyda fulvistriga là một loài bướm đêm trong họ Crambidae.